# Chung Hyeon
Chung Hyeon (19 de maio de 1996) é um tenista profissional sul-coreano.

## Carreira Júnior
Chung começou a jogar tênis como uma forma de tentar ajudar a manter sua visão após começar a usar óculos em uma idade muito jovem. Ele ganhou o título Eddie Herr internacionais e Junior Orange Bowl para menores de 12 anos em dezembro de 2008, e posteriormente, junto com seu irmão Chung Hong, treinava na Nick Bollettieri Tennis Academy em IMG na Flórida.
Ele começou a competir nos torneios júnior ITF em 2012, e em 2013, Chung, que chegou a ocupar a 7ª posição do ranking, foi vice-campeão em simples do Torneio de Wimbledon, um mês depois de vencer seu primeiro título de torneio nível Future.
No final da temporada de 2013, já em fase de transição para o profissional, Chung disputou seu primeiro torneio ATP, no Malaysia Open ou ATP de Kuala Lumpur, sendo derrotado na primeira rodada da competição.

## Carreira profissional

### 2014
Em 2014 Chung começou a disputar em tempo integral os torneios profissionais, ganhando 3 torneios Futures e o Bangkok Open, esse seu primeiro torneio de nível Challenger.
No segundo semestre DE 2014, Chung disputou o qualificatório para o Aberto dos Estados Unidos e venceu duas partidas para a Coreia do Sul na Copa Davis. Ele também ganhou o ouro na competição de duplas nos Jogos asiáticos de 2014 e terminou o ano classificado como 151 no ranking da ATP.

### 2015
No início do ano, Chung chegou à fase final do qualificatório para o Aberto da Austrália, mas em seguida, concentrou seus esforços em torneios nível Challenger. Onde ele, que começou este ano como 173º do ranking, conseguiu rápida ascensão por meios dos Challengers, com um título, um vice e duas semis entre janeiro e março, chegando assim ao ranking de n° 150 do mundo.
Na sequência, ainda em março, ele recebeu um Wildcard para disputar o Masters 1000 de Miami, nos EUA. E então promessa sul-coreana, Hyeon Chung, com apenas 18 anos, aproveitou o convite da organização do torneio e conquistou a maior vitória da carreira até aquele momento. Com direito a “pneu”, ele superou o número 50 do mundo, o espanhol Marcel Granollers e conquistou sua primeira vitória de nível ATP na carreira. A partida teve parciais de 6/0, 4/6 e 6/4, com 2h13 de duração. Mas em seguida, Chung, que ocupava a posição de número 121 do ranking, enfrentou um top 10 pela primeira vez na carreira e acabou eliminado na segunda rodada do Masters 1000 de Miami pelo tcheco Tomás Berdych por 2 sets a 0, com parciais de 6-3 e 6-4.
Posteriormente, entre abril e maio, Chung conseguiu rápida ascensão no ranking da ATP por meios dos torneios nível Challengers, onde com dois títulos e um vice-campeonato ele entrou no top 100 mundial pela primeira vez na carreira profissional.
Em seguida, ainda em maio, devido a um erro em nome da Federação Coreana de Ténis, ele perdeu o prazo de inscrição para o Aberto da França. Entretanto, mais tarde ele recebeu uma vaga no qualificatório, mas foi eliminado na primeira rodada.
Posteriormente, no final de junho, Chung disputou o tradicional Torneio de Wimbledon. E ele chegou à sua primeira chave principal de um torneio de Grand Slam, mas em seguida caiu diante do francês Pierre-Hugues Herbert em um jogo de cinco sets por 1/6, 6/2, 3/6, 6/2 e 10-8.
Em seguida, no início de agosto, Chung, então 77º do mundo, perdeu na estreia da chave principal do ATP 500 de Washington para o croata Marin Cilic, este então 8º colocado do ranking mundial e cabeça 3 do torneio, pelas parciais de 7/6 (7-2) e 6/3.
No início de setembro, Chung disputou o US Open. E então com 19 anos e 69º colocado do ranking, ele conseguiu sua primeira vitória na chave principal de um Grand Slam ao passar pelo australiano James Duckworth por 6/3, 6/1 e 6/2. Mas em seguida, apesar de levar cada set para o tiebreak, Chung perdeu para o suíço Stan Wawrinka, cabeça de chave 5 do torneio, por triplo 7-6.
Posteriormente, ainda em setembro, foi finalista do Challenger de Launceston, na Austrália, mas perdeu o título do torneio para o norte-americano Bjorn Fratangelo por 2 sets a 1. Já na semana seguinte, Chung conquistou o Challenger de Kaohsiung, em Taiwan, ao ganhar do indiano Yuki Bhambri na final por 7–5 e 6–4. Na semana seguinte, Chung alcançou sua primeira quartas de final de torneio ATP no ATP 250 de Shenzhen, na China, ao derrotar com direito a “pneu” o britânico Aljaz Bedene, então 55º do mundo e cabeça de chave 7, em 55 minutos, com 6/2 e 6/0. Mas pelas quartas de final, ele não conseguiu avançar à semifinal, pois o croata Marin Cilic o venceu o por apertados 7/6 (4) e 6/4, depois de 1h35 de disputa.
No final da temporada, o sul-coreano Hyeon Chung, então 51.º colocado do ranking mundial, foi premiado pela ATP como o tenista que mais evoluiu na temporada de 2015, depois de subir mais de 120 lugares.

### 2016
Apontado como uma das principais revelações da temporada passada(2015), o sul-coreano Hyeon Chung iniciou 2016 em grande estilo. Pois então com 19 anos e 51º do ranking, ele não se intimidou com o potente saque e a torcida a favor de Sam Groth e eliminou o australiano na primeira rodada do ATP 250 de Brisbane ao marcar 7/6 (10-8) e 6/4 em 1h42 de partida. Mas em seguida, Chung foi eliminado nas oitavas de final pelo croata Marin Cilic em parciais apertadas (7/5 e 7/6 (7-3) em 1h46min de disputa.
Posteriormente, ainda em janeiro, Chung perdeu por três sets a zero, com parciais de 6/3, 6/2 e 6/4 e em 1 hora e 55 minutos de partida, para o sérvio Novak Djokovic pela primeira rodada do primeiro Grand Slam do ano, o Australian Open.

## Challenger e Futures
| Legenda                   |
| ------------------------- |
| ATP Challenger Tour (2–1) |
| ITF Futures (4–3)         |

### Simples
| Posição | N. | Data              | Torneio                 | Piso | Oponente            | Placar             |
| ------- | -- | ----------------- | ----------------------- | ---- | ------------------- | ------------------ |
| Vice    | 1. | 12 Maio 2013      | Seul, Coreia do Sul     | Duro | Daniel Nguyen       | 6–4, 5–7, 4–6      |
| Campeão | 1. | 16 Junho 2013     | Gimcheon, Coreia do Sul | Duro | Enrique López-Pérez | 6–2, 6–3           |
| Campeão | 2. | 15 Fevereiro 2014 | Nonthaburi, Tailândia   | Hard | Ji Sung Nam         | 6–2, 7–6(7–4)      |
| Campeão | 3. | 1 Março 2014      | Nonthaburi, Tailândia   | Duro | Marcus Willis       | 6–2, 6–4           |
| Vice    | 2. | 23 Março 2014     | Yuxi, China             | Duro | Zhang Ze            | 6–7(3–7), 6–7(3–7) |
| Campeão | 4. | 1 Junho 2014      | Changwon, Coreia do Sul | Duro | Min Hyeok Cho       | 6–1, 2–6, 7–5      |
| Vice    | 3. | 8 Junho 2014      | Daegu, Coreia do Sul    | Duro | Kim Cheong-Eui      | 5–7, 6–7(5–7)      |
| Campeão | 1. | 31 Agosto 2014    | Bangkok, Tailândia      | Duro | Jordan Thompson     | 7–6(7–0), 6–4      |
| Campeão | 2. | 7 Fevereiro 2015  | Burnie, Australia       | Duro | Alex Bolt           | 6–2, 7–5           |
| Vice    | 1. | 15 Fevereiro 2015 | Launceston, Austrália   | Duro | Bjorn Fratangelo    | 6–4, 2–6, 5–7      |